# Piaszczyk białoogonowy
Piaszczyk białoogonowy (Ammospermophilus leucurus) – endemiczny gatunek świstaka zamieszkującego tereny we wschodniej części amerykańskiego stanu Kalifornia i tereny pod południowo-wschodniej części stanu Oregon po Kolorado i Nowy Meksyk, a na południe – także stan Kalifornia Dolna Południowa w północno-zachodnim Meksyku (na Półwyspie Kalifornijskim). Według danych Międzynarodowej Unii Ochrony Przyrody (IUCN) zamieszkuje także w meksykańskim stanie Kalifornia Dolna oraz w amerykańskich stanach Utah, Nevada, Arizona i Idaho. IUCN wymienia gatunek w Czerwonej księdze gatunków zagrożonych jako gatunek najmniejszej troski (least concern – LC).

## Systematyka
W obrębie gatunku A. leucurus wyróżnia się 9 podgatunków:
- A. l. canfieldiae Huey, 1929
- A. l. cinamomeus (Merriam, 1890)
- A. l. escalante (Hansen, 1955)
- A. l. extimus Nelson and Goldman, 1929
- A. l. leucurus (Merriam, 1889)
- A. l. notom (Hansen, 1955)
- A. l. peninsulae (J. A. Allen, 1893)
- A. l. pennipes A. H. Howell, 1931
- A. l. leucurus tersus Goldman, 1929

## Zasięg geograficzny
Gryzoń zamieszkuje tereny w we wschodniej części amerykańskiego stanu Kalifornia i tereny pod południowo-wschodniej części stanu Oregon po Kolorado i Nowy Meksyk, a na południe – także stan Kalifornia Dolna Południowa w północno-zachodnim Meksyku (na Półwyspie Kalifornijskim). Prawdopodobnie także w meksykańskim stanie Kalifornia Dolna oraz w amerykańskich stanach Utah, Nevada, Arizona i Idaho.

### Siedlisko
Piaszczyk białoogonowy zajmuje pokryte krzewami piaszczyste lub skaliste siedliska pustynne.